# Алберт Кертіс (тенісист)
Алберт Кертіс (англ. Albert Curtis; 1 січня 1875 — 12 вересня 1933) — колишній австралійський тенісист.
Найвищим досягненням на турнірах Великого шолома був фінал в одиночному розряді.

## Фінали турнірів Великого шолома

### Одиночний розряд (1 поразка)
| Результат | Рік  | Турнір              | Покриття | Суперник  | Рахунок            |
| --------- | ---- | ------------------- | -------- | --------- | ------------------ |
| Поразка   | 1905 | Чемпіонат Австралії | Трава    | Родні Гіт | 6–4, 3–6, 4–6, 4–6 |